# Maggie Kirkpatrick
Margaret Anne "Maggie" Kirkpatrick, född Downs 29 januari 1941 i Albury i New South Wales i Australien, är en australisk skådespelare. Hon är mest känd i rollen som den sadistiska fångvaktaren Joan Ferguson i långköraren Kvinnofängelset. Kirkpatrick har även medverkat i bland annat Home and Away.